# ミヘイル・メスヒ
ミヘイル・メスヒ（ラテン文字:Mikheil Meskhi、グルジア語: მიხეილ მესხი、ロシア語: Михаил Шалвович Месхи ミハイル・シャルヴォヴィチ・メスヒ、1937年1月12日-1991年4月22日）はグルジア・トビリシ出身のサッカー選手である。ニックネームは「グルジアのガリンシャ」で、ウイングにおける華麗なプレーからその名前が付けられた。メスヒはソビエト連邦の左ウイングの選手として創造性をチームにもたらす存在だった。
メスヒはディナモ・トビリシ（1954年-1969年）でプレーした後、ロコモティフ・トビリシ（1970年）でプレーした。メスヒはサッカーソビエト連邦代表にも選出され、35試合に出場、1962 FIFAワールドカップにも出場した。1960 欧州ネイションズカップにも出場、ソビエト連邦の初優勝に貢献した。
1998年、メスヒはグルジアサッカー史上最高の選手に選出され、20世紀のグルジア・ドリームチームのメンバーにも選出された。